# حقيلة

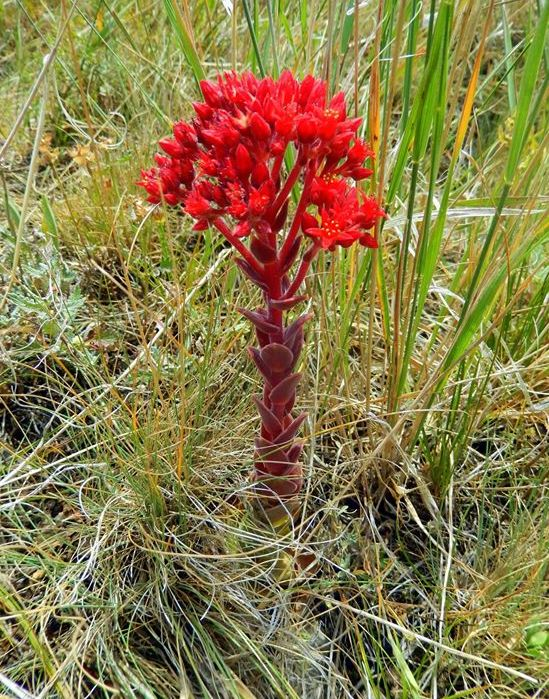
أحد أنواع الحقيلة Rosularia sempervivoides

الحَقِيلَة أو الوُرَيْدة جنس نباتات لحمية معمرة من فصيلة المخلدات. تضم حوالي 28-35 نوعًا من أوروبا وجبال الحملاية وشمال إفريقية. جميع أنواعها صغيرة القد. أروماتها ضمية التجميع. أوراقها منبسطة مسواطية النصل الخملي الصفحة العليا المثعللة. شماريخها الزهرية نحيلة. إزهرارها عنقودي التجميع. أزهارها مختلفة الألوان.

## الأنواع
- حقيلة مسننة
- حقيلة لبانية
- حقيلة باهتة